# The Hypnotist
The Freshet è un cortometraggio muto del 1911. Il nome del regista non viene riportato nei credit del film.

## Produzione
Il film fu prodotto dalla Vitagraph Company of America.

## Distribuzione
Distribuito dalla General Film Company, il film - un cortometraggio di 150 metri - uscì nelle sale cinematografiche USA il 5 dicembre 1911. Il cortometraggio è stato distribuito come split reel assieme alla commedia A Slight Mistake.